# Adelomyrmex samoanus
Adelomyrmex samoanus är en myrart som beskrevs av Wilson och Taylor 1967. Adelomyrmex samoanus ingår i släktet Adelomyrmex och familjen myror. Inga underarter finns listade i Catalogue of Life.